# BKK Pfalz

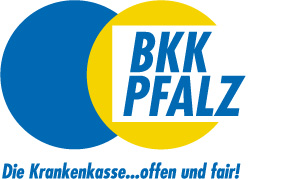
Logo bis 2007

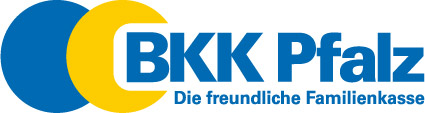
Logo 2007 bis 2020

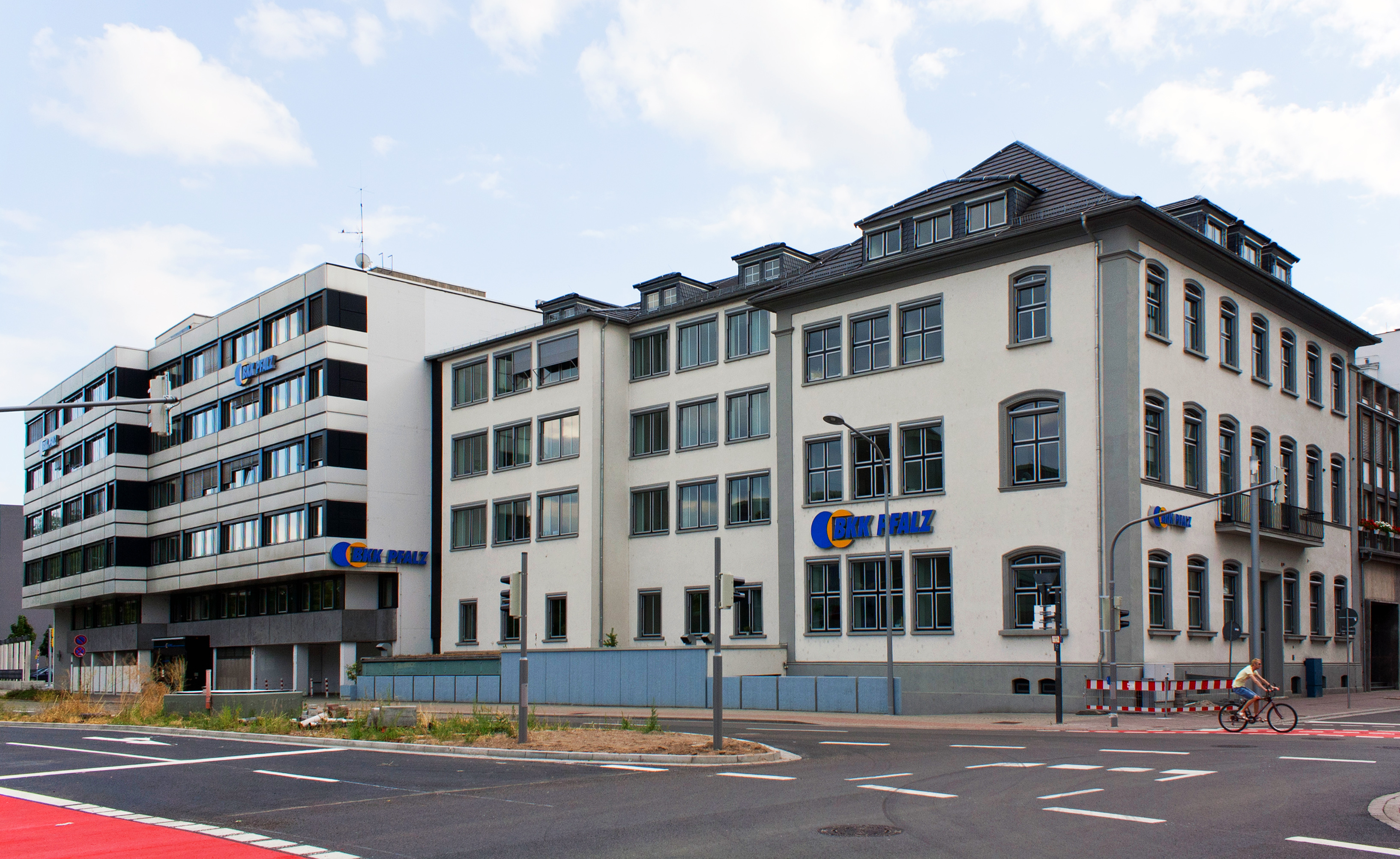
Firmengebäude in Ludwigshafen

Die BKK Pfalz ist ein Träger der gesetzlichen Krankenversicherung in Deutschland aus der Gruppe der Betriebskrankenkassen mit Sitz in Ludwigshafen am Rhein.

## Geschichte
Die Krankenkasse hat ihren Ursprung in den Unternehmen Knoll AG, Grünzweig & Hartmann AG, G+H Montage Gruppe. Im Jahre 1923 wurde die BKK Pfalz unter dem Namen BKK Knoll in Ludwigshafen gegründet. Die Krankenkasse ging hervor aus dem weltweit agierenden Pharmaunternehmen Knoll AG. 1993 fusionierte die BKK Knoll mit der BKK Nordmark, im Jahre 2000 wurde die BKK Knoll unter dem neuen Namen BKK Pfalz bundesweit geöffnet. Ein Jahr später fusionierte die BKK Pfalz mit der BKK Ettlin in Ettlingen, 2003 kam die BKK Gebrüder Gienanth aus Eisenberg hinzu. Am 1. Januar 2009 erfolgte eine Fusion mit der G+H BKK aus Ludwigshafen, die ca. 11.000 Versicherte mitbrachte. Eine weitere Fusion mit der BKK Vital fand mit Wirkung zum 1. Januar 2018 statt.

## Verwaltungsstruktur
Die Leitung setzt sich zusammen aus dem Vorstand und dem ehrenamtlichen Verwaltungsrat. Der ehrenamtliche Verwaltungsrat ist oberstes Beschlussgremium und setzt sich aus acht Versichertenvertretern und vier Arbeitgebervertretern zusammen. Jeweils ein Versicherten- und ein Arbeitgebervertreter führen als Vorsitzende den Verwaltungsrat alternierend. Vorsitzende des Verwaltungsrates sind aktuell Andreas Erb als Arbeitgebervertreter sowie Roland Brendel als Versichertenvertreter.

## Beitragssätze
Seit 1. Januar 2009 werden die Beitragssätze vom Gesetzgeber einheitlich vorgegeben. Die BKK erhob 2015 einen einkommensabhängigen Zusatzbeitrag in Höhe von 1,2 Prozent des beitragspflichtigen Einkommens. 2016 bis 2022 betrug der Zusatzbeitrag 1,4 Prozent, 2023 schon 1,55 Prozent. Seit dem 1. November 2024 erhebt die BBK Pfalz einen Zusatzbeitrag von 3,9 Prozent. Der allgemeine Beitragssatz beträgt somit 18,5 Prozent.

## Mitarbeiter- und Versichertenzahlen
Die BKK Pfalz beschäftigt 429 Mitarbeiter. Versicherte die BKK Pfalz am 1. Januar 2000 noch knapp 7.700 Menschen, so sind es mittlerweile rund 155.000 Versicherte (Stand 1. Oktober 2024).